# خورخه البرتی (بازیکن فوتبال)
خورخه البرتی (اسپانیایی: Jorge Alberti‎؛ ۱۸ مهٔ ۱۹۱۲ – ۱۹۸۵ (۷۲−۷۳ سال)) بازیکن فوتبال اهل آرژانتین بود.

## باشگاهی
از باشگاه‌هایی که در آن بازی کرده‌است می‌توان به باشگاه فوتبال اتلتیکو هوراکان اشاره کرد.

## تیم ملی
وی همچنین در آرژانتین بازی کرده‌است.